# Sektor 1 (Bukarest)

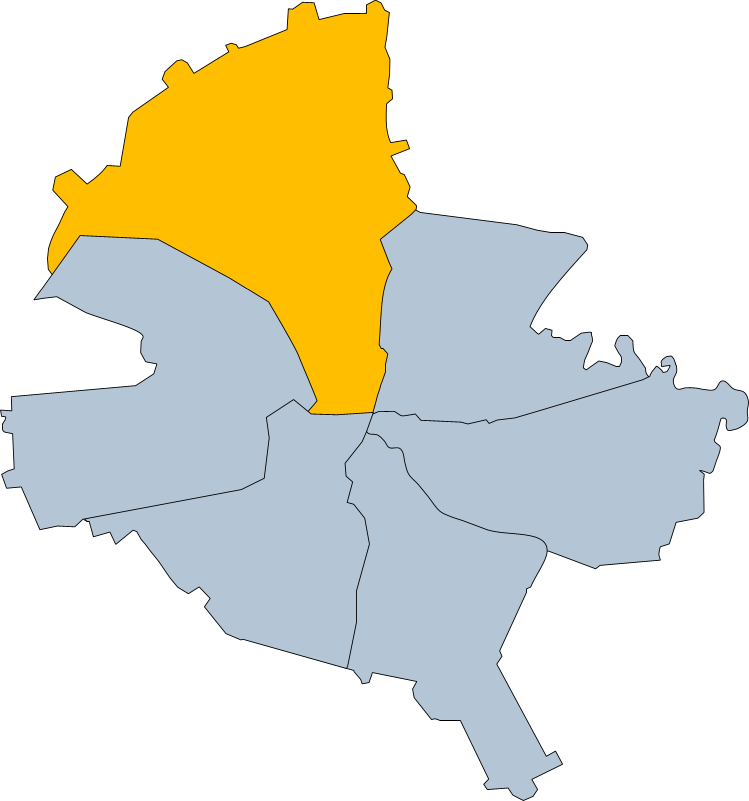
Bukarest, Sektor 1

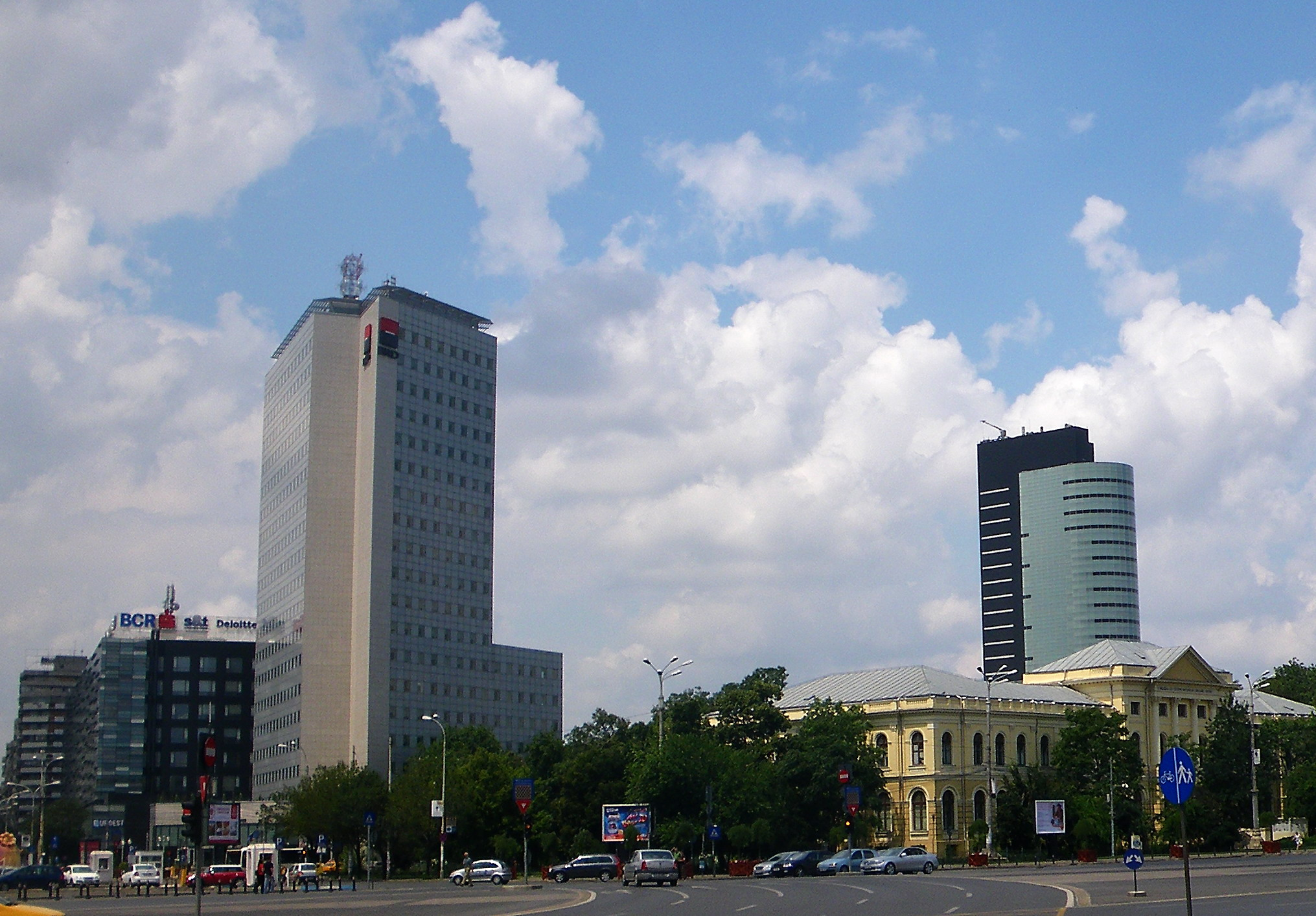
Piața Victoriei im Sektor 1

Sektor 1 (rumänisch Sectorul 1) ist ein Bezirk von Bukarest, der sich im nördlichen Teil der rumänischen Hauptstadt befindet. Er enthält ebenfalls die nordwestlichen Stadtteile Băneasa und Pipera. Sektor 1 befindet sich zwischen den Sektoren 2 und 6 und ist vermutlich der reichste Sektor Bukarests.

## Ortsteile
| |                                                                           |
| - Aviatorilor - Aviației - Băneasa - Bucureștii Noi - Dămăroaia - Domenii - Dorobanți - Gara de Nord | - Grivița - Floreasca - Pajura - Pipera - Primăverii - Romană - Victoriei |

## Örtlichkeiten

### Museen
| | |
| - Muzeul de Ceramică - Muzeul Național de Antichitate - Casa Memorială Pictor Tătărașcu - Muzeul Victor Babeș - Muzeul Theodor Aman - Muzeul de Artă Frederic Storck și Cecilia Cuțescu-Storck - Observatorul Astronomic Amiral Vasile Urseanu - Casa Memorială Nottara - Muzeul Literaturii Române - Muzeul Gheorghe Marinescu - Muzeul Militar Național - Muzeul C.F.R. - Muzeul Comunității Evreiești - Muzeul Ing. D-tru Minovici - Muzeul de Artă Populară Prof. Dr. Nicolae Minovici - Muzeu de Arta Veche Apuseana | - Muzeul Comunității Armenești - Casa Muzeală Theodor Pallady - Muzeul Colecțiilor de Artă - Muzeul George Enescu - Casa Memorială George Călinescu - Muzeul Satului Dimitrie Gusti - Complexul Muzeal Mănăstirea Antim - Muzeul Corneliu Mendrea - Muzeul Național de Istorie Naturală Grigore Antipa - Muzeul Național de Geologie - Muzeul Țăranului Român - Muzeul Național de Artă al României - Muzeul Memorial Cornel Medrea - Muzeul Național al Hărților si Cărților Vechi - Muzeul Zambaccian - Muzeul Național de Istorie a României |

## Wirtschaft
Blue Air, JeTran Air, Petrom und Medallion Air haben ihren Sitz in Sektor 1.